# Mastermind (альбом Рика Росса)
Mastermind — шестой студийный альбом американского рэпера Рика Росса. Он был выпущен 3 марта 2014 года на лейблах Maybach Music Group и Slip-n-Slide Records, дистрибьютором выступила компания Def Jam Recordings. В записи альбома приняли участие Jay-Z, Young Jeezy, The Weeknd, Канье Уэст, Биг Шон, Meek Mill, Лил Уэйн, Френч Монтана, Diddy, Sizzla, Mavado, Z-Ro и Scarface. В поддержку альбома были выпущены синглы «The Devil Is a Lie», «War Ready» и «Thug Cry», а также промосинглы «Box Chevy», «No Games» и «Nobody».
Mastermind получил в целом положительные отзывы критиков. Альбом дебютировал на первом месте в американском Billboard 200 и был продан за первую неделю в количестве 179 000 экземпляров в Соединенных Штатах. Альбом был номинирован на премию BET Hip Hop Awards 2014 года в категории «Альбом года».

## История
В декабре 2012 года стало известно, что Росс начал работу над своим шестым студийным альбомом. 1 января 2013 года он объявил, что огласит название своего шестого студийного альбома 7 января 2013 года. 7 января 2013 года в промо-видео он сообщил, что его шестой альбом будет называться Mastermind. 10 июня 2013 года, во время интервью MTV News, он объяснил, что у Mastermind будет соулфул атмосфера и сказал: « Определенно, это то, что я чувствую, и именно поэтому я убедился, что хочу создать альбом на пике нового года. Я хотел показать тем, кто обратил на это внимание, что именно такова моя атмосфера. Я люблю делать такие вещи, такие как „ Cigar Music“, такие как „Amsterdam“, и это определенно была моя энергия, но я записал так много материала — мы должны подождать и посмотреть».
В интервью Civil TV от 10 октября 2013 года Росс рассказал о предыстории альбома: «За последний год я многое повидал, через многое прошел, так что вы почувствуете эту страсть и агрессию. Я думаю, улицам это очень понравится». Он также сказал, что вносит «последние штрихи» в песню, в которую он хочет пригласить Бобби Уомака". В интервью Hot 97 в октябре 2013 года он объяснил название альбома, сказав: « Речь идет о том, чтобы прийти из любого места, откуда ты родом, и дойти туда, куда ты хочешь дойти. И как только ты это сделаешь, ты можешь считать себя мастером». В декабре 2013 года во время интервью на Hip-Hop Nation Росс рассказал о том, почему он решил перенести дату выхода альбома с первоначальной даты 17 декабря 2013 года, сказав: «Я все еще вношу последние штрихи в альбом. Вы знаете меня, сделать классику важнее всего, и убедиться, что улицам нравится то, что я делаю, — вот что самое главное. Я постараюсь довести его до ума, а если не получится, я выложу его как можно скорее».

## Запись и продюсирование

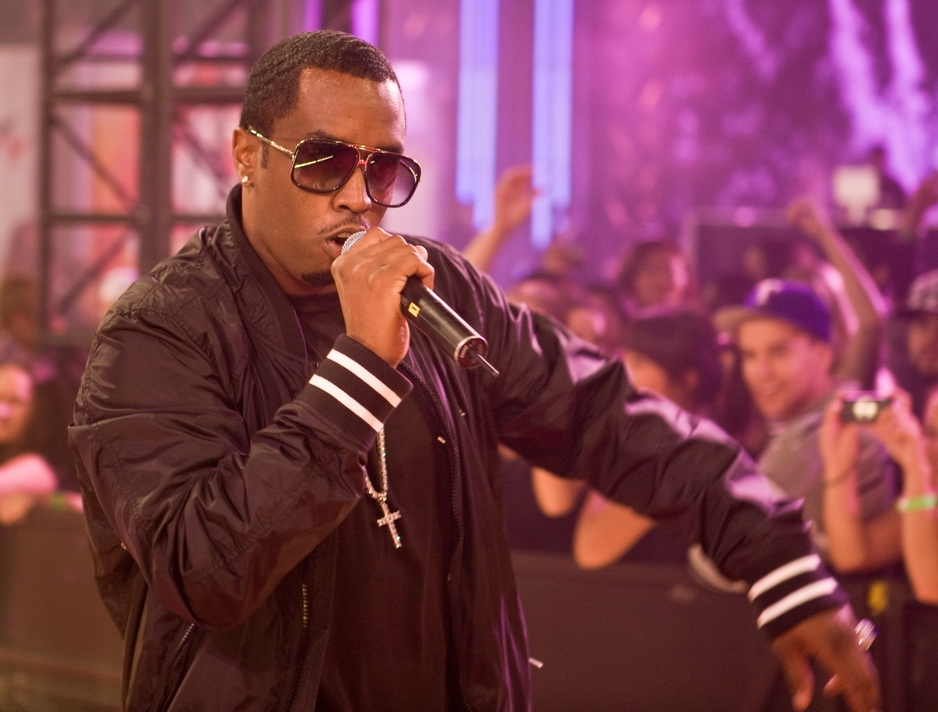
Дидди занимался сведением песен с Mastermind, он так же является исполнительным продюсером альбома.

9 января 2014 года альбом был сведён Дидди. Также в январе 2014 года Скотт Сторч подтвердил, что он занимался продюсированием альбома. Через месяц Mike Will Made It сообщил, что он спродюсировал совместную работу Росса и Jeezy для этого альбома. Исполнительным продюсером альбома выступил Росс, а сопродюсером — Дидди. 7 февраля 2014 года DJ Mustard сообщил, что он выступил сопродюсером песни «Sanctified», записанной при участии Канье Уэста. В процессе записи альбома Росс сотрудничал с различными исполнителями. В окончательной версии альбома приняли участие Jay-Z, Jeezy, The Weeknd, Sizzla, Mavado, Kanye West, Big Sean, Meek Mill, Lil Wayne, French Montana, Diddy, Scarface и Z-Ro.
В интервью Шахиму Риду в марте 2014 года он рассказал о том, что исполнительный продюсер альбома Дидди был непреклонен в том, чтобы альбом звучал так, будто он был записан в один день, сказав: «Это тот опыт, который Пафф привнес в работу. То, как он оркеструет музыку. Я сам нахожусь в студии — например, когда я слышу запись, с точки зрения писателя я слушаю рифмы, тона, реплики, а затем ритм. А когда Пафф в студии, все совершенно наоборот. Он слушает треск, хай-хэт, удар. Все предыдущие из моих пяти альбомов, когда я микшировал альбом и шел на сведение, я мог свести альбом за три часа. А у Паффа этот процесс занял три дня. Да, так что это было похоже на придание альбому атмосферы 90-х… Я был в студии. Я курил. Я пью. И Пафф просто сказал: „Этому альбому, этому альбому не хватает одной вещи. Мы должны создать ощущение, что он был записан в той же самой студии, в тот же самый день“».

## Релиз и продвижение
16 сентября 2013 года Росс объявил даты тура Mastermind — мини-турне по США для продвижения альбома с 12 ноября 2013 года по 23 ноября 2013 года. 9 октября 2013 года Росс объявил на своей странице в Твиттере, что альбом выйдет 17 декабря 2013 года. Два дня спустя был выпущен трейлер к альбому. Трейлер «рассказывает о путешествии Росса, начиная с 1999 года, через серию быстро движущихся кадров, быстро охватывающих его восхождение по карьерной лестнице в рэпе». Для эффекта в видео вставлены кадры с Jay-Z, Diddy, Birdman, Black Mafia Family, Пабло Эскобарои и Мухаммедом Али. 14 января 2014 года компания Def Jam объявила, что альбом выйдет 4 марта 2014 года. 24 января 2014 года была представлена обложка альбома. 3 апреля 2014 года было выпущено музыкальное видео на песню «Rich Is Gangsta». 3 августа 2014 года было выпущено музыкальное видео на песню «Supreme». 4 августа 2014 года было выпущено музыкальное видео на песню «What a Shame» при участии Френча Монтаны. 27 августа 2014 года было выпущено музыкальное видео на песню «Drug Dealers Dream».

## Синглы

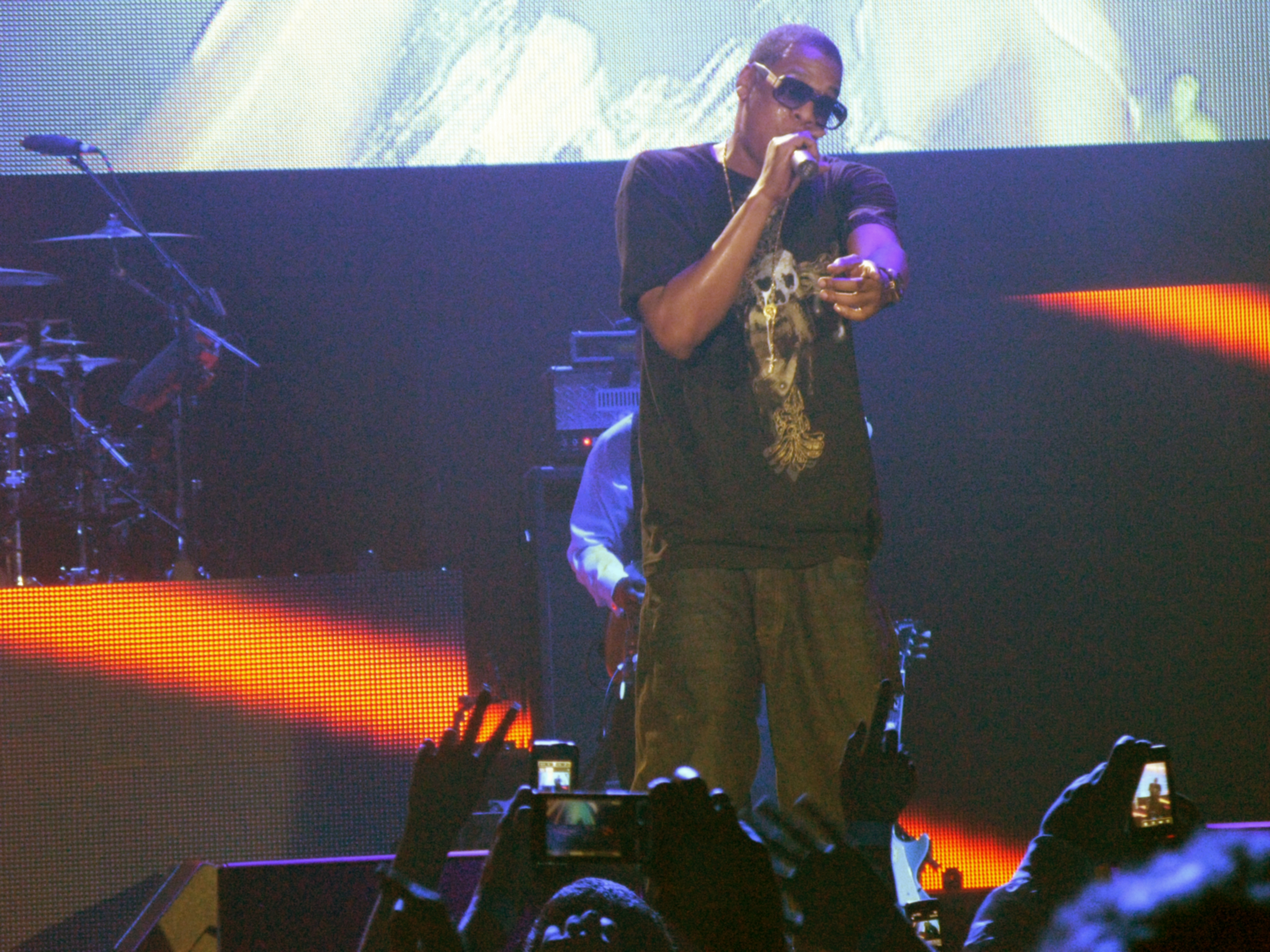
Рэпер Jay-Z выступил в качестве гостя на ведущем сингле альбома «The Devil Is a Lie».

Первый промо-сингл, «Box Chevy», был выпущен 15 февраля 2013 года. Музыкальное видео было снято 1 апреля 2013 года, в эпизодических ролях в нём снялись такие артисты MMG, как Gunplay, Stalley и Rockie Fresh. Вскоре, 2 мая 2013 года, состоялся релиз музыкального видеоклипа.. Песня заняла шестое место в американском чарте Bubbling Under R&B/Hip-Hop Singles.
Второй промо-сингл альбома, «No Games» при участии Фьючера, был выпущен 5 сентября 2013 года. Песня была спродюсирована J.U.S.T.I.C.E. League. На следующий день песня была выпущена в качестве сингла на радио в формате urban contemporary. Музыкальное видео на песню «No Games» было снято 10 октября 2013 года. После этого песня заняла 19-е место в чарте Bubbling Under R&B/Hip-Hop Singles. 3 ноября 2013 года вышло музыкальное видео на песню.
23 октября 2013 года Росс объявил, что первый официальный сингл альбома, в записи которого принял участие Jay-Z, будет выпущен в начале ноября 2013 года. На следующий день Росс обнародовал название песни — «The Devil Is a Lie». Он так объяснил эту песню: «Мы снова расширяем границы, и это одна из тех пластинок, появления которой на улицах я жду с нетерпением. Мы пошли в другом направлении, но это одна из тех пластинок, которая будет говорить сама за себя, у каждого будет свое мнение о ней, но это определенно то, что нужно улицам». 19 декабря 2013 года песня «The Devil Is a Lie» при участии Jay-Z была выпущена для цифрового скачивания. 20 марта 2014 года на песню было выпущено музыкальное видео.
24 января 2014 года было объявлено, что следующим синглом станет «War Ready», а в нем появится Jeezy. Он был выпущен 17 февраля 2014 года. 27 февраля 2014 года было выпущено музыкальное видео на третий промо-сингл «Nobody» при участии Френча Монтаны и Дидди. 7 марта 2014 года было выпущено музыкальное видео на песню «War Ready» при участии Jeezy.
Третий официальный сингл альбома, «Thug Cry» при участии Лил Уэйна, был представлен на mainstream urban в США 13 марта 2014 года, а затем 1 апреля 2014 года — на радиостанциях rhythmic contemporary в той же стране 5 мая 2014 года было выпущено музыкальное видео на песню «Thug Cry».

## Оценка критиков
| Совокупная оценка    | Совокупная оценка |
| Источник             | Оценка            |
| -------------------- | ----------------- |
| AnyDecentMusic?      | 6.3/10            |
| Metacritic           | 68/100            |
| Оценки критиков      |                   |
| Источник             | Оценка            |
| AllMusic             | [ 45 ]            |
| The A.V. Club        | B−                |
| Entertainment Weekly | A−                |
| Exclaim!             | 7/10              |
| HipHopDX             | 3.0/5             |
| Los Angeles Times    | [ 50 ]            |
| NME                  | 8/10              |
| Pitchfork            | 5.8/10            |
| Spin                 | 5/10              |
| XXL                  | 4/5               |

Mastermind был встречен в целом положительными отзывами. На сайте Metacritic, который присваивает нормализованный рейтинг из 100 баллов рецензиям профессиональных изданий, альбом получил средний балл 68 на основе 23 рецензий. Агрегатор AnyDecentMusic? поставил ему 6,3 балла из 10, основываясь на своей оценке консенсуса критиков.
Ник Катуччи из Entertainment Weekly сказал: «Как всегда, его слух как всегда чуток к грубым, глубоким блестящим битам. Композиция „Sanctified“, которую Канье спродюсировал и на которой он читает рэп, звучит словно платиновые молоточки, барабанящие по грузовым контейнерам. Его текст также остается безупречно взвешенным. Он нетороплив и точен даже в театрально мрачной „In Vein“, где он читает быстрый рэп, чтобы обыграть циничные наезды Weeknd’а. Чем мрачнее обстановка, тем ярче сияет Росс». Дэвид Джеффрис из AllMusic сказал: «Mastermind — ежегодный stomp-and-swagger альбом Росса, 2014 года выпуска — можно было бы поменять местами с Deeper Than Rap 2009 года, и только те, кто прогорел на альбоме, почувствовали бы разницу, но если вы застряли в колее, вы точите колеса и все, что извергается — золото, вам лишь нужно обратиться за советом к успешным артистам, таким как всегда фанковый Джеймс Браун, всегда рокерские AC/DC, и всегда обкуренный Devin the Dude». Джаббари Уикес из Exclaim! заявил: «Как и любовь Росса к норковым шубам, Mastermind грандиозен в своей подаче, но он все еще показывает только внешнюю часть человека, стоящего за ним». Шелдон Пирс из HipHopDX заявил: «Mastermind просто не хватает чутья. В нем нет пиццы Teflon Don, которая сделала Росса влиятельным игроком, или чистой безвкусицы Rich Forever, которая усовершенствовала его эстетику. Похоже, у Рика Росса закончились все варианты». Брэндон Содерберг из Spin сказал: «Это Росс наименее сплоченный и наиболее невежественный со времен своего дебюта 2006 года „Port of Miami“. Он окончательно, полностью потерял себя в податливой самомифологии. Его хватка за реальность никогда не была особенно крепкой; то, что он нашел способ еще больше сбиться с пути, вызывает странное восхищение, не так ли?».
Дэн Райс из XXL заявил: «Что Росс делает хорошо, и что он снова делает в Mastermind, это собирает воедино работу, которая так же грозна, как и он сам, и в целом это невозможно назвать иначе, чем очень хорошим альбомом. Там, где такие люди, как Канье, Дрейк и Кендрик Ламар, продолжают побеждать, встряхивая формулу и прибегая к неожиданностям, Росс давно определил свою полосу, и он является бесспорным королем своего дерзкого бренда хип-хопа. Приверженцы Росса не будут разочарованы; тот, кто ищет чего-то нового и необычного, вероятно, изначально искал не там. Mastermind — это мощный альбом, альбом с индивидуальностью, в котором есть несколько крепких песен и горстка хитов. Росс сделал то, что обещал». Крейг Дженкинс из Pitchfork сказал: «Mastermind застает Росса в момент „Шоу Трумана“: его персонаж достиг логического конца своей вселенной. В дальнейшем он может либо вырваться вперед, либо продолжать джигу, которую он знает, а мы знаем, что срок ее действия истек». Кевин Ричи из журнала Now сказал: «Более плотный список треков, направленный на мрачные (и укуренные) настроения, был бы смелее, но, к его чести, Росс избегает коммерческих тенденций в пользу более личных — если и знакомых — вылазок в филлийский соул, фанк, хип-хоп 90-х и глэм Южного побережья (благодаря продюсеру Скотту Сторчу на звездном альбоме Supreme)». Майкл Мэдден из Consequence of Sound сказал: «Главный постулат Maybach Music Group Росса — верность, и Росс верен своим поклонникам на Mastermind: это более или менее то, к чему мы привыкли от него. Он звучит как альбом, который Росс хотел сделать, вдохновленный такими героями, как Дилла, Оникс, Wu-Tang Clan, Бигги и Кэмп Ло».

### Награды
Complex назвал его восемнадцатым лучшим альбомом первой половины 2014 года. Джастин Чарити написал для журнала: «Как и все альбомы Рика Росса, Mastermind великолепен. Он цельный, но не „концептуальный“. […] „The Devil Is a Lie“, в которой участвует Jay Z, и „War Ready“ — самые большие, самые смертоносные ритмы Mastermind, дополненные блюзом и регги. Со временем „Sanctified“ стал сотрудничеством с Канье после Yeezus, за которое настоящий бандит убил бы. Это вполне респектабельный третий „бис“ от чемпиона рэпа, которому, если критики скажут свое слово, действительно не помешал бы один из тех роскошных отпусков, которыми он хвастается».

## Коммерческий успех
Mastermind дебютировал на первом месте в Billboard 200, продажи за первую неделю составили 179 000 экземпляров в США. На второй неделе альбом опустился на третье место в чарте, продавшись тиражом на 49 000 копий больше. На третьей неделе альбом опустился на седьмое место в чарте, продавшись тиражом в 27 000 копий. На четвертой неделе альбом опустился до одиннадцатого места, продавшись в количестве 19 000 экземпляров По состоянию на январь 2015 года альбом был продан в США в количестве 397 000 экземпляров.

## Список композиций
Информация взята из Tidal.
| №                   | Название                                                                                       | Автор(ы) | Продюсер(ы)                                 | Длительность |
| ------------------- | ---------------------------------------------------------------------------------------------- | --- | ------------------------------------------- | ------------ |
| 1.                  | «Intro» (Дополнительный вокал Робина Леонарда)                                                 | |                                             | 1:02         |
| 2.                  | «Rich Is Gangsta»                                                                              | Рик Росс, Byron Forest II, Алан Горри и Hamish Stuart | Black Metaphor, Puff Daddy                  | 3:17         |
| 3.                  | «Drug Dealers Dream» (Дополнительный вокал Whole Slab)                                         | Рик Росс и Jerard Wiggins | J. Manifest                                 | 4:03         |
| 4.                  | «Shots Fired» (Речь Сиры Ларкин)                                                               | |                                             | 0:54         |
| 5.                  | «Nobody» (при участии Френча Монтаны; Дополнительный вокал Шона Комбса; Бэк-вокал Тидры Мозес) | Рик Росс, Френч Монтана, Шон Комбс, Stevie Jordan, DJ Enuff, George Johnson Jr., Jean Louhisdon, Билли Престон и The Notorious B.I.G.                                                                  | DJ Enuff, Jiv Pos, Шон Комбс, Stevie J      | 4:41         |
| 6.                  | «The Devil Is A Lie» (при участии Jay-Z)                                                       | Рик Росс, Jay-Z, Omar Walker, Willie McNeal и LeShawn Rogers | LeShawn Rogers, Omar Walker, Willie McNeal  | 5:11         |
| 7.                  | «Mafia Music III» (при участии Мавадо, Sizzla)                                                 | Рик Росс, Мавадо, Sizzla, Bink, Kirk Bennett, Bobby Dixon, Robbie Lyn и Robert Shakespeare | Bink                                        | 5:07         |
| 8.                  | «War Ready» (при участии Jeezy; Бэк-вокал Tracy T)                                             | Рик Росс, Jeezy, Tracy Richardson, Mike Will Made It и Asheton Hogan | Mike Will Made It                           | 7:04         |
| 9.                  | «What a Shame» (при участии Френча Монтаны)                                                    | Рик Росс, Kharbouch, Hector Marin, Reefa, Ghostface Killah, RZA, GZA, U-God, Inspectah Deck, Ol’ Dirty Bastard, Richard Randolph, Method Man, Ricky Smith, Kevin Spencer, Camp Lo, Ski Beatz и Raekwon | Hector Marin, Sharif "Reefa" Slater         | 2:15         |
| 10.                 | «Supreme» (Дополнительный вокал Katt Williams и Keith Sweat)                                   | Рик Росс, Скотт Сторч и Miles Gregory | Скотт Сторч, Шон Комбс                      | 3:38         |
| 11.                 | «Blk & Wht»                                                                                    | Рик Росс и Dwayne Richardson | D. Rich                                     | 4:00         |
| 12.                 | «Dope Bitch» (Речь Money Marie, Rk, Tak (the underboss))                                       | |                                             | 2:53         |
| 13.                 | «In Vein» (при участии The Weeknd)                                                             | Рик Росс, DaHeala и The Weeknd | DaHeala, The Weeknd, Шон Комбс              | 4:22         |
| 14.                 | «Sanctified» (при участии Бига Шона и Канье Уэста; Дополнительный вокал Betty Wright)          | Рик Росс, Биг Шон, Канье Уэст, Майк Дин и Mustard | DJ Mustard, Канье Уэст, Майк Дин, Шон Комбс | 4:50         |
| 15.                 | «Walkin' on Air» (при участии Мика Милла; Дополнительный вокал Whole Slab)                     | Рик Росс, Мик Милл и D. Richardson | D. Rich                                     | 4:29         |
| 16.                 | «Thug Cry» (при участии Lil Wayne; Дополнительный вокал Salome Jackson)                        | Рик Росс, Лил Уэйн, Salomes Jackson, J.U.S.T.I.C.E. League, A-Plus, Билли Кобэм, Opio, Tajai и Phesto                                                                                                  | J.U.S.T.I.C.E. League                       | 4:25         |
| Общая длительность: | Общая длительность:                                                                            | Общая длительность: | Общая длительность:                         | 1:02:11      |

| №                   | Название                                             | Автор(ы) | Продюсер(ы)                             | Длительность |
| ------------------- | ---------------------------------------------------- | --- | --------------------------------------- | ------------ |
| 17.                 | «Blessing in Disguise» (при участии Scarface и Z-Ro) | Рик Росс, Scarface, Z-Ro, Nicholas Warwar и DJ Khaled | Streetrunner, DJ Khaled, Vinny Venditto | 4:56         |
| 18.                 | «Paradise Lost»                                      | Рик Росс, Benjamin Diehl, Brett Bailey, David Mescon, Krystyana Chelminski, Kevin Cossom, Andrea Fisher, Марвин Гэй, James Nyx Jr., Nicholas Varvatsoulis и Masspike Miles | Ben Billions, Beats, Messy              | 4:58         |
| 19.                 | «You Know I Got It (Reprise)»                        | Рик Росс, S. Carter, Boi-1da и Vinylz | Boi-1da, Vinylz, J-Roc, Timbaland       | 4:39         |
| Общая длительность: | Общая длительность:                                  | Общая длительность: | Общая длительность:                     | 1:16:45      |

## Участники записи
Информация взята из AllMusic.
- A+ — продюсер
- Chris Athens — мастеринг
- Chris Atlas — маркетинг
- Sam Berry IV — помощник звукорежиссёра
- Alex «Gucci Pucci» Bethune — исполнительный продюсер
- Big Sean — приглашённый артист
- Bink — продюсер
- Black Metaphor — продюсер
- Sam Bohl — помощник звукорежиссёра
- Michael «Banger» Cahadia — вокальный звукооператор
- Dustin Capulong — помощник звукорежиссёра
- Anthony Cruz — вокальный звукооператор
- Mike Dean — инструментовка, продюсер
- Diddy — дополнительный продакш, исполнительный продюсер, продюсер
- Ben Diehl — звукорежиссёр
- DJ Enuff — продюсер
- DJ Khaled — исполнительный продюсер
- Dernst «D’Mile» Emile II — дополнительное музыкальное сопровождение, басс
- French Montana — вокал, бэк-вокал
- Noah Goldstein — звукорежиссёр
- Jason Guida — помощник звукорежиссёра
- Eldwardo «Eddie Mix» Hernandez — звукорежиссёр
- Victoria Holland — помощник звукорежиссёра
- Stevie J. — продюсер
- Jaycen Joshua — сведение
- Jay-Z — приглашённый артист
- Jeezy — приглашённый артист
- J.U.S.T.I.C.E. League — продюсер
- Anes Ansouri — вокал
- Ryan Kaul — помощник по сведению
- John «J-Banga» Kercy — звукорежиссёр
- Cira Larkin — вокал
- Robin Leonard — вокал
- Lil Wayne — приглашённый артист
- Pamela Littky — photography
- Deborah Mannis-Gardner — sample clearance
- Fabian Marasciullo — сведение
- Hector Marin — продюсер
- Mavado — приглашённый артист
- Tadarius McCombs — guitar (bass)
- Stephen McDowell — помощник звукорежиссёра, звукорежиссёр
- Dijon McFarlane — продюсер
- Willie McNeal — продюсер
- Meek Mill — приглашённый артист
- Michelle Trumpler — звукорежиссёр
- Mike Will Made It — продюсер
- Zeke Mishanec — помощник звукорежиссёра
- Money Marie — вокал
- Teedra Moses — бэк-вокал
- Jason Patterson — вокальный звукооператор
- Jiv Pos — продюсер
- Andy Proctor — package production
- Jason Quenneville — продюсер, вокальный звукооператор
- Rony Rey — вокальный звукооператор
- D Rich — продюсер
- Ramon Rivas — вокальный звукооператор
- John Rivers — звукорежиссёр
- RK — вокал
- Todd Robinson — помощник звукорежиссёра
- Leshawn Rogers — продюсер
- Rick Ross — исполнительный продюсер, основной артист
- Sizzla — приглашённый артист
- Sharif Slater — продюсер
- Stephen «Di Genius» McGregor — вокальный звукооператор
- Scott Storch — продюсер
- Keith Sweat — вокал
- Tracy T. — бэк-вокал
- Tak — вокал
- Matthew Testa — звукорежиссёр
- Omar Walker — продюсер
- The Weeknd — приглашённый артист, продюсер
- Dawud West — оформление упаковки
- Kanye West — приглашённый артист, продюсер
- Whole Slab — вокал
- Katt Williams — вокал
- Betty Wright — вокал

## Чарты
| Чарт (2014)                            | Высшая позиция |
| -------------------------------------- | -------------- |
| Австралия (ARIA)                       | 49             |
| Бельгия/Фландрия (Ultratop)            | 41             |
| Бельгия/Валлония (Ultratop)            | 42             |
| Канада (Canadian Albums Chart)         | 5              |
| Дания (Hitlisten)                      | 39             |
| Нидерланды (Album Top 100)             | 25             |
| Франция (SNEP)                         | 52             |
| Германия (Offizielle Top 100)          | 89             |
| Швейцария (Schweizer Hitparade)        | 20             |
| Великобритания (UK Albums Chart)       | 11             |
| Великобритания (UK R&B Albums Chart)   | 2              |
| США (Billboard 200)                    | 1              |
| США (Billboard Top R&B/Hip-Hop Albums) | 1              |

| Чарт (2014)                            | Позиция |
| -------------------------------------- | ------- |
| США Billboard 200                      | 44      |
| США Top R&B/Hip-Hop Albums (Billboard) | 10      |

### Комментарии
1. 1 2 3 4 5 6 7 8  Дополнительный продюсер
2. 1 2 3 4 5  Сопродюсер